# Živa(II) nitrat
Živa(II) nitrat je neorgansko jedinjenje sa hemijskom formulom Hg(NO
3)
2 i predstavlja so žive(II) i azotne kiseline (HNO
3). Sastoji se od katjona žive Hg2+ i anjona nitrata NO−
3. U slučaju hidratisanih soli, sadrži i kristalnu vodu H
2O, pa može formirati hidrate poput Hg(NO
3)
2·xH
2O.
Bezvodni i hidratni oblici živa(II) nitrata su bezbojni ili beli rastvorljivi kristali koji se ponekad koriste kao reagensi u hemijskim reakcijama. Ovaj spoj se dobija tretiranjem žive vrućom, koncentrovanom azotnom kiselinom. Do sada, ni bezvodni oblik ni monohidrat nisu potvrđeni putem rendgenske kristalografije.  Bezvodni materijal je češće u upotrebi. 
Živa(II) nitrat je toksična bezbojna ili bela rastvorna kristalna živa(II) so azotne kiseline. Ova materija se koristi za tretiranje krzna. Izlaganje živo(II) nitratu može da proizvede fiziološke bolesti.

## Produkcija
Živa(II) nitrat se formira reakcijom vruće koncentrovane azotne kiseline sa metalom živa. Razblažena azotna kiselina bi proizvela živa(I) nitrat. Živa(II) nitrat je oksidaciono sredstvo.

## Sinteza
Živa(II) nitrat se dobija direktnim delovanjem azotne kiseline na metalnu živu. Neophodno je raditi sa viškom azotne kiseline kako bi se sprečilo formiranje živinog(I) nitrata Hg2(NO3)2.
Reakcija je sledeća:
{\displaystyle {\ce {8 HNO3 + 3 Hg -> 3 Hg(NO3)2 + 2 NO + 4 H2O}}}
U prisustvu vazduha, azotni monoksid se odmah oksiduje u azot-dioksid tamnocrvene boje.
- Rastvaranje žive u vrućoj, koncentrovanoj azotnoj kiselini:

{\displaystyle {\mathsf {Hg+4HNO_{3}\ {\xrightarrow {90^{o}C}}\ Hg(NO_{3})_{2}+2NO_{2}\uparrow +2H_{2}O}}}
- ili rastvaranje živinog oksida u razblaženoj azotnoj kiselini:

{\displaystyle {\mathsf {HgO+2HNO_{3}\ {\xrightarrow {}}\ Hg(NO_{3})_{2}+H_{2}O}}}
- Oksidacija živinog(I) nitrata vrućom, koncentrovanom azotnom kiselinom:

{\displaystyle {\mathsf {Hg_{2}(NO_{3})_{2}+4HNO_{3}\ {\xrightarrow {90^{o}C}}\ 2Hg(NO_{3})_{2}+2NO_{2}\uparrow +2H_{2}O}}}
- Ili oksidacijom kiseonikom u razblaženoj azotnoj kiselini:

{\displaystyle {\mathsf {2Hg_{2}(NO_{3})_{2}+O_{2}+4HNO_{3}\ {\xrightarrow {}}\ 4Hg(NO_{3})_{2}+2H_{2}O}}}
- Reakcija žive sa azot-dioksidom:

{\displaystyle {\mathsf {Hg+4NO_{2}\ \xrightarrow {} \ Hg(NO_{3})_{2}+2NO\uparrow }}}

## Posebne reakcije
Sa uream: Kada se u razblaženi rastvor uree doda 1% rastvora živa(II) nitrata, taloži se sledeće jedinjenje: 
CO(NH2)2.Hg(NO3)2·HgO

## Fizička svojstva
Živa(II) nitrat formira bezbojne kristale.
Rastvorljiv je u hladnoj vodi zakiseljenoj kiselinom, dok se hidrolizuje u vrućoj vodi. Rastvara se u acetonu.
Formira kristalohidrate sastava Hg(NO3)2•n H2O, gde je n = ½, 1, 2, ili 8.

## Hemijska svojstva
- Bezvodnu so dobijamo sušenjem kristalohidrata u vakuumu:

{\displaystyle {\mathsf {Hg(NO_{3})_{2}\cdot 0,5H_{2}O\ {\xrightarrow {20-30^{o}C,vacuum}}\ Hg(NO_{3})_{2}+0,5H_{2}O}}}
- Raspada se pri zagrevanju:

{\displaystyle {\mathsf {2Hg(NO_{3})_{2}\ {\xrightarrow {<360^{o}C}}\ 2HgO+4NO_{2}+O_{2}}}}
{\displaystyle {\mathsf {Hg(NO_{3})_{2}\ {\xrightarrow {>400^{o}C}}\ Hg+2NO_{2}+O_{2}}}}
- Reaguje sa vodom:

{\displaystyle {\mathsf {Hg(NO_{3})_{2}+H_{2}O\ {\xrightarrow {}}\ HgO\downarrow +2HNO_{3}}}}
- Reaguje sa bazama:

{\displaystyle {\mathsf {Hg(NO_{3})_{2}+2NaOH\ {\xrightarrow {}}\ HgO\downarrow +2NaNO_{3}+H_{2}O}}}
- Ulazi u reakcije razmene:

{\displaystyle {\mathsf {Hg(NO_{3})_{2}+H_{2}S\ {\xrightarrow {}}\ HgS\downarrow +2HNO_{3}}}}
- U razblaženoj azotnoj kiselini reverzibilno reaguje sa živom:

{\displaystyle {\mathsf {Hg(NO_{3})_{2}+Hg\ \rightleftarrows \ Hg_{2}(NO_{3})_{2}}}}

## Upotreba
Živa(II) nitrat se koristi kao oksidaciono sredstvo u organskoj sintezi, kao sredstvo za nitrifikaciju, kao analitički reagens u laboratorijama, u proizvodnji filca i u proizvodnji živinog fulminata.  Alternativni kvalitativni Zeiselov test može se izvesti upotrebom živa(II) nitrata umesto srebrovog nitrata, što dovodi do formiranja skarlatno crvenog živa(II) jodida. 
Među reakcijama se ubrajaju:
- regeneracija karbonilne grupe; pomešan sa vlažnim silika-gelom, pretvara oksime, hidrazone i semikarbazone u odgovarajuće karbonilne grupe, čak i kada su korišćeni za zaštitu same karbonilne grupe [7]
- nitracija aromatičnih supstrata pod blažim uslovima u odnosu na upotrebu mešavina sumporne i azotne kiseline; na primer, za sintezu pikrinske kiseline [8] (dvostruka funkcija reagensa i katalizatora)
- olefinacija vicinalnih hlorisanih organskih jedinjenja [9]
- titrant za proveru prisustva hlorida u vodi, koristeći bromofenol plavo kao indikator, što je alternativa argentometrijskoj Mohr-ovoj metodi.
- reagens za merkuraiciju (uvođenje žive u supstrat).

Koristi se za pripremu živinog fulminata i kao reagens za dobijanje živinih oksida i drugih soli, kako živinih(II) tako i živinih(I).

## Zdravstvene informacije
Jedinjenja žive su veoma toksična. Upotreba ovog jedinjenja od strane šeširdžija i posledično trovanje živom kod tih šeširdžija je uobičajena teorija o tome odakle potiče fraza „lud kao šeširdžija“.
Kao rastvorljiva so žive, živa(II) nitrat se brzo apsorbuje pri gutanju i stoga je klasifikovan kao veoma otrovan. Čak i pri minimalnom kontaktu, udisanju prašine ili dodiru sa kožom, potrebna je hitna medicinska pomoć. U telu pokazuje kumulativna svojstva.
Živin nitrat je veoma štetan za biološku ravnotežu u vodenim ekosistemima. Stoga ne sme dospeti u životnu sredinu.
Kao i mnogi neorganski nitrati, živin nitrat je oksidaciono sredstvo. Zbog toga može reagovati burno ili čak eksplozivno u kontaktu sa zapaljivim organskim supstancama, kao što su ugljovodonici, alkohol, ali i sa redukcionim sredstvima. 
U medicini se može koristiti kao lek protiv sifilisa; generalno je dobar antiseptik.

## Literatura
- Химическая энциклопедия. 4. М.: Советская энциклопедия. Редкол.: Кнунянц И.Л. и др. 1995. ISBN 5-82270-092-4 Проверите вредност параметра |isbn=: checksum (помоћ).
- Справочник химика. 2 (3-е изд., испр изд.). Л.: Химия. Редкол.: Никольский Б.П. и др. 1971.
- Лидин Р.А.;  . (2000). Химические свойства неорганических веществ: Учеб. пособие для вузов (3-е изд., испр изд.). М.: Химия. ISBN 5-7245-1163-0.
- Рипан Р., Четяну И. (1972). Неорганическая химия. Химия металлов. 2. М.: Мир.

## Spoljašnje veze
- Архивирано на веб-сајту  (6. октобар 1999)
- Архивирано на веб-сајту  (2. август 2002)